# Turákófélék

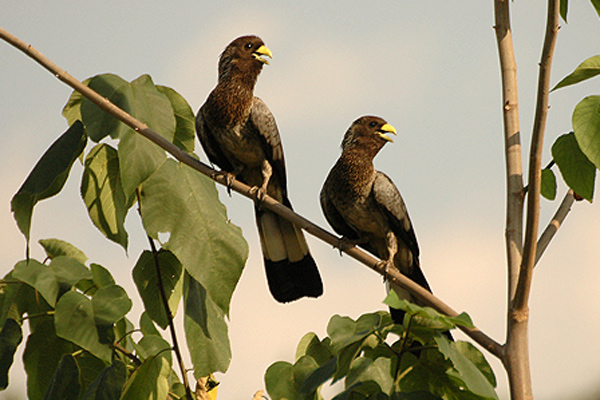
Keleti lármásmadár (Crinifer zonurus)

A turákófélék vagy pizángevőfélék (Musophagidae) a madarak osztályának a turákóalakúak (Musophagiformes) rendjébe tartozó család, annak egyetlen családja.
6 nem és 23 faj tartozik a családba.
Korábbi rendszerek a kakukkalakúak (Cuculiformes) rendjébe sorolták őket.

## Származásuk, elterjedésük
Manapság csak Fekete-Afrikában (tehát a Szaharától délre) fordulnak elő. 2018-ban azonban két kutató kimutatta, hogy ősi rokonaik a kora eocén földtörténeti korban elterjedtek Észak-Amerikában (és föltételezhetően a Gondwana őskontinens nagy részén) is. Ebből az időszakból került elő 1982-ben az USA Wyoming államának nyugati részén a Foro panarium kivételesen jó megtartású maradványa.

## Megjelenésük, felépítésük
Közepes termetű, színpompás tollazatú madarak. Rövid lábaik kiválóan alkalmasak az ágak megragadására

## Életmódjuk, élőhelyük
Valamennyi fajuk gyümölcsevő, és ennek megfelelően a lombkoronaszintekben élnek.

## A Foro panarium
Az ősmadár mintegy 52 millió éve élt. Legfeltűnőbb ismertető jegyei a megnyúlt hátsó lábak. Ennek alapján valószínű, hogy ezek a madarak még a földön keresgélték táplálékukat.

## Rendszertani felosztásuk
A három alcsaládot 6 nemre bontják:

### Óriás turákóformák
Az óriás turákóformák (Corythaeolinae) alcsalád monotipikus:
- Corythaeola (Heine, 1860) nem 1 fajjal:
  - óriásturákó (Corythaeola cristata)

### Turákóformák
A turákóformák (Musophaginae) alcsalád 3 nemébe 17 faj tartozik:
- Tauraco (Kluk, 1779) – 14 fajjal:
  - perzsa turákó (Tauraco persa)
  - feketecsőrű turákó (Tauraco schuettii)
  - marai zöldturákó (Tauraco schalowi)
  - Fischer-turákó (Tauraco fischeri)
  - Livingstone-turákó (Tauraco livingstonii)
  - sisakos turákó (Tauraco corythaix)
  - Bannerman-turákó (Tauraco bannermani)
  - angolai turákó (Tauraco erythrolophus)
  - sárgacsőrű turákó (Tauraco macrorhynchus)
  - fehérfülű turákó (Tauraco leucotis)
  - Ruspoli-turákó (Tauraco ruspolii)
  - kéksapkás turákó (Tauraco hartlaubi)
  - fehérbóbitás turákó (Tauraco leucolophus)
  - lilasapkás turákó (Tauraco porphyreolophus vagy Musophaga porphyreolopha)

- Ruwenzorornis (Neumann, 1903) – 1 fajjal:
  - Johnston-turákó (Ruwenzorornis johnstoni) más néven (Musophaga johnstoni)

- Musophaga (Isert, 1788) – 2 fajjal:
  - viola turákó vagy bíbor pizángevő (Musophaga violacea)
  - rózsás turákó (Musophaga rossae)

### Lármásmadarak
A lármásmadarak (Criniferinae) alcsaládjának 2 neme és 5 fajt számlál:
- Corythaixoides (A. Smith, 1833) – 3 faj
  - barna lármásmadár (Corythaixoides concolor)
  - szürke lármásmadár (Corythaixoides personatus)
  - fehérhasú lármásmadár (Corythaixoides leucogaster)

- Crinifer (Jarocki, 1821) – 2 faj
  - nyugati lármásmadár (Crinifer piscator)
  - keleti lármásmadár (Crinifer zonurus)

## Képek

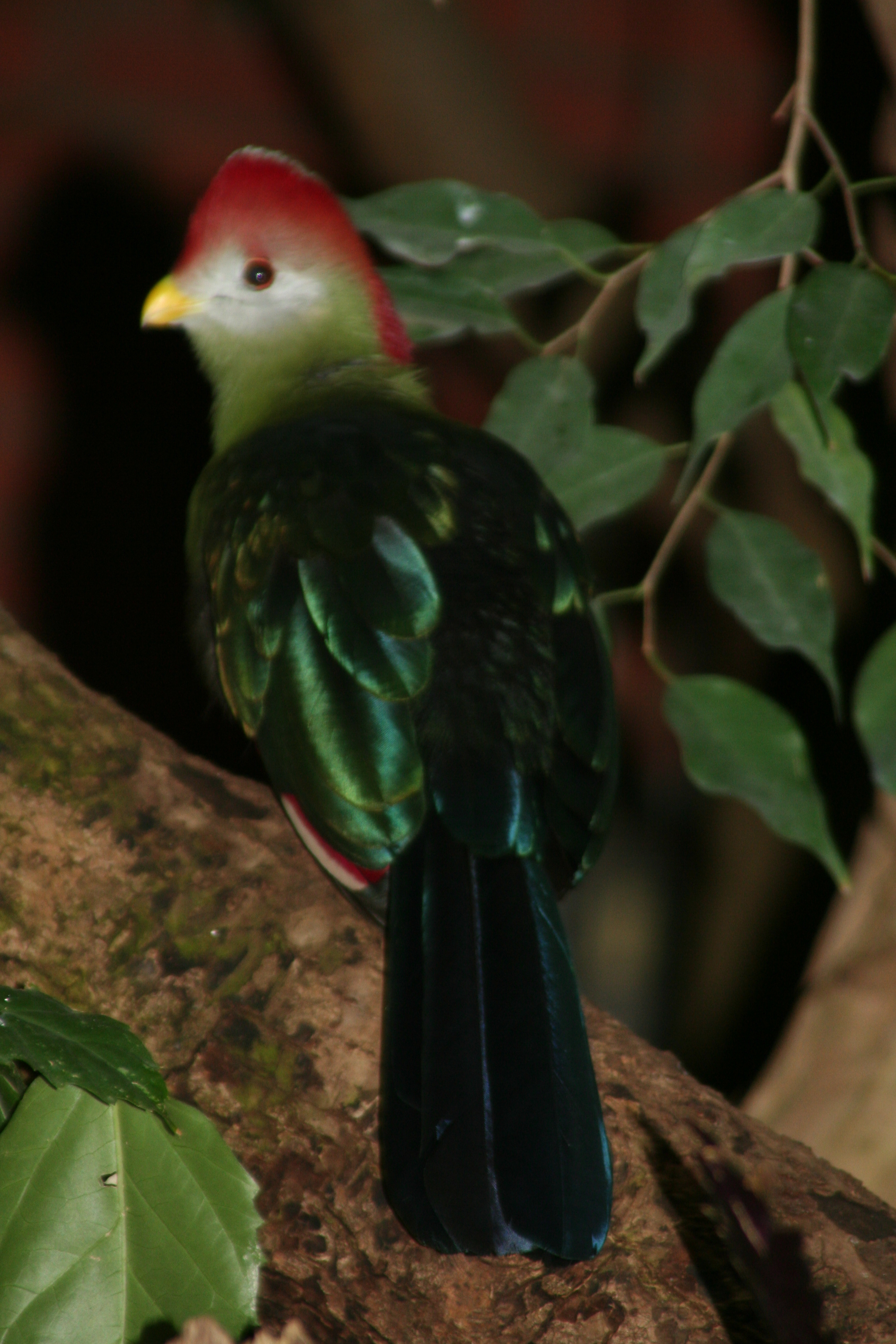
Angolai turákó (Tauraco erythrolophus)
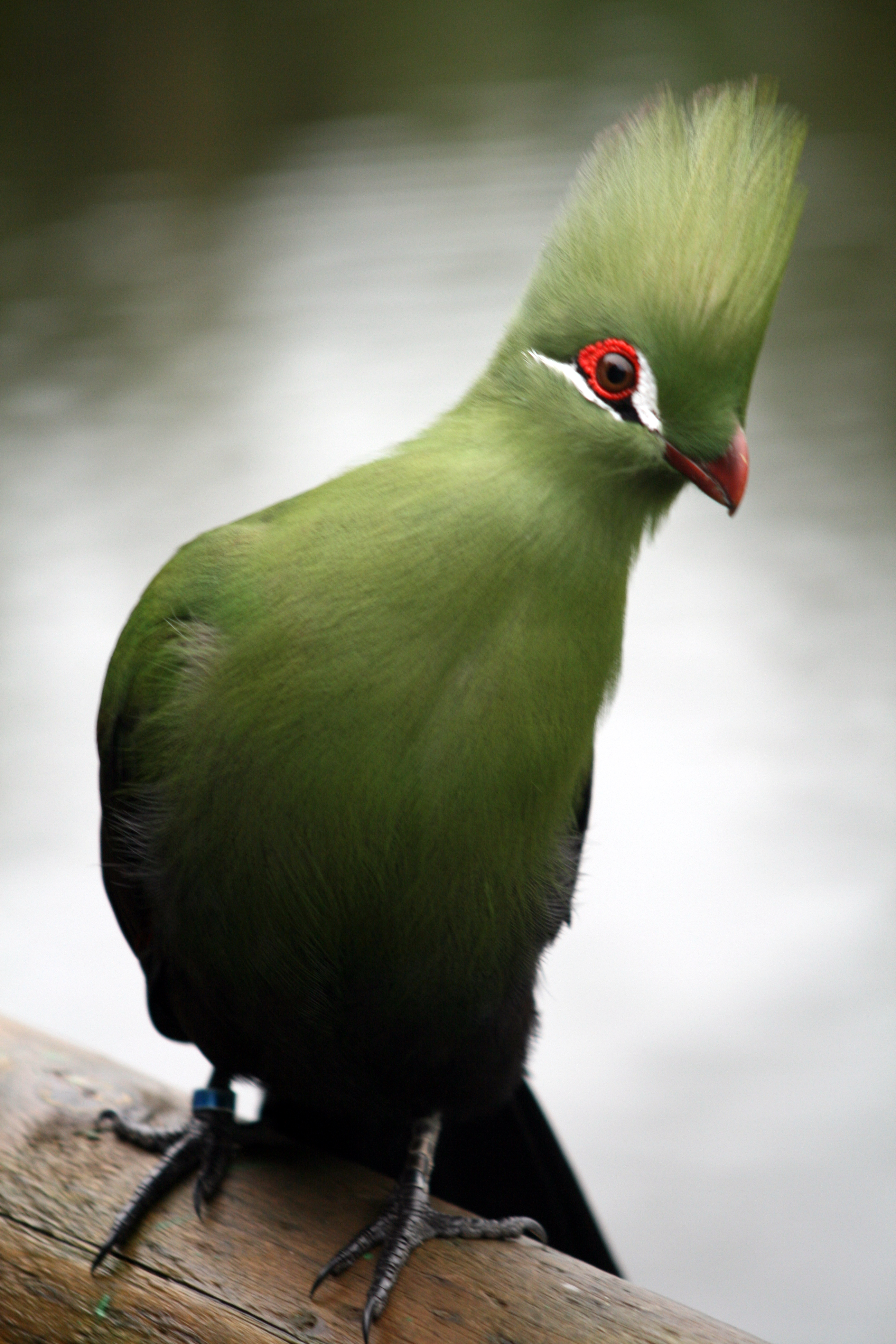
Sisakos turákó (Tauraco corythaix)
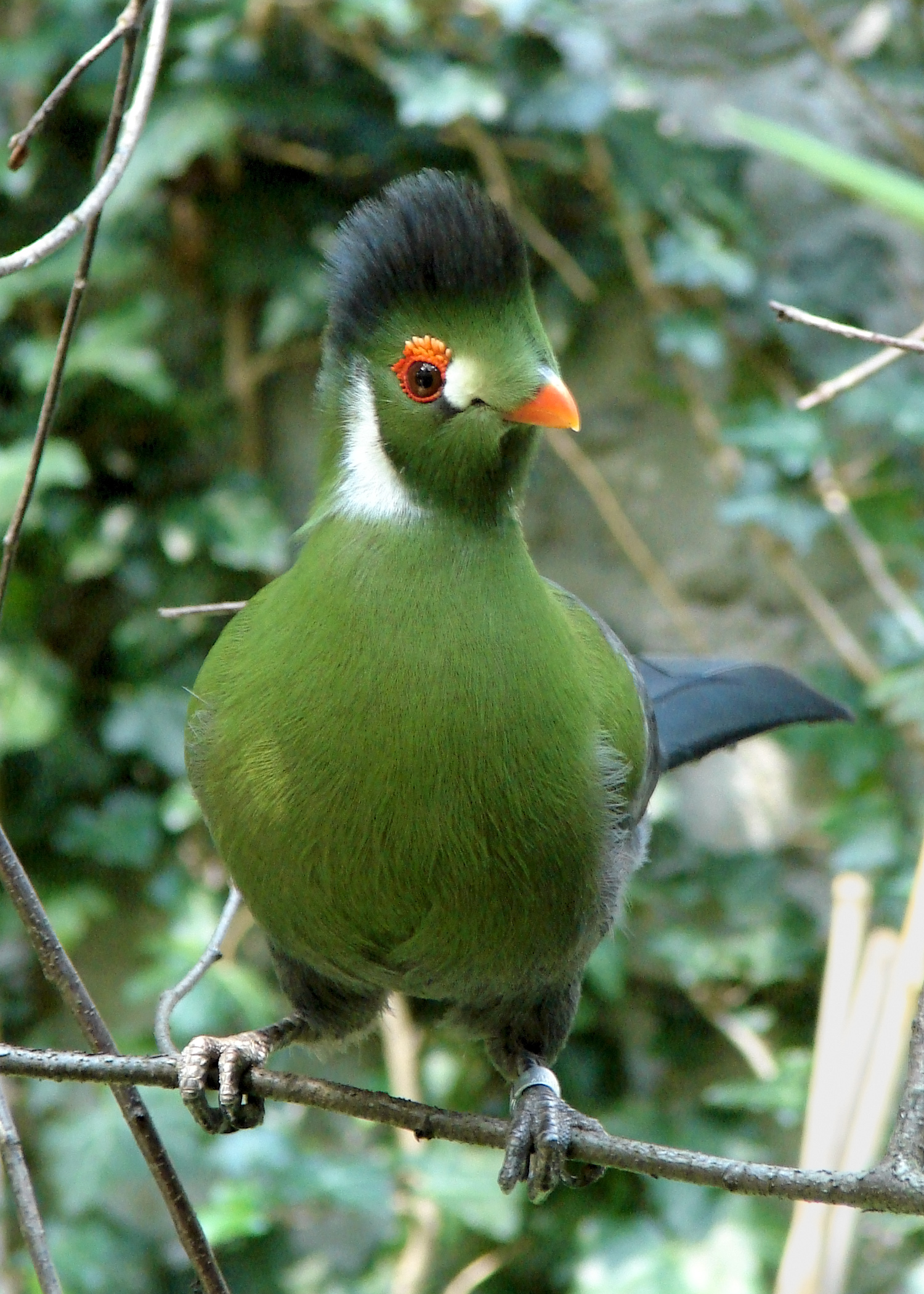
Fehérfülű turákó (Tauraco leucotis)